# Rhedaer Forst

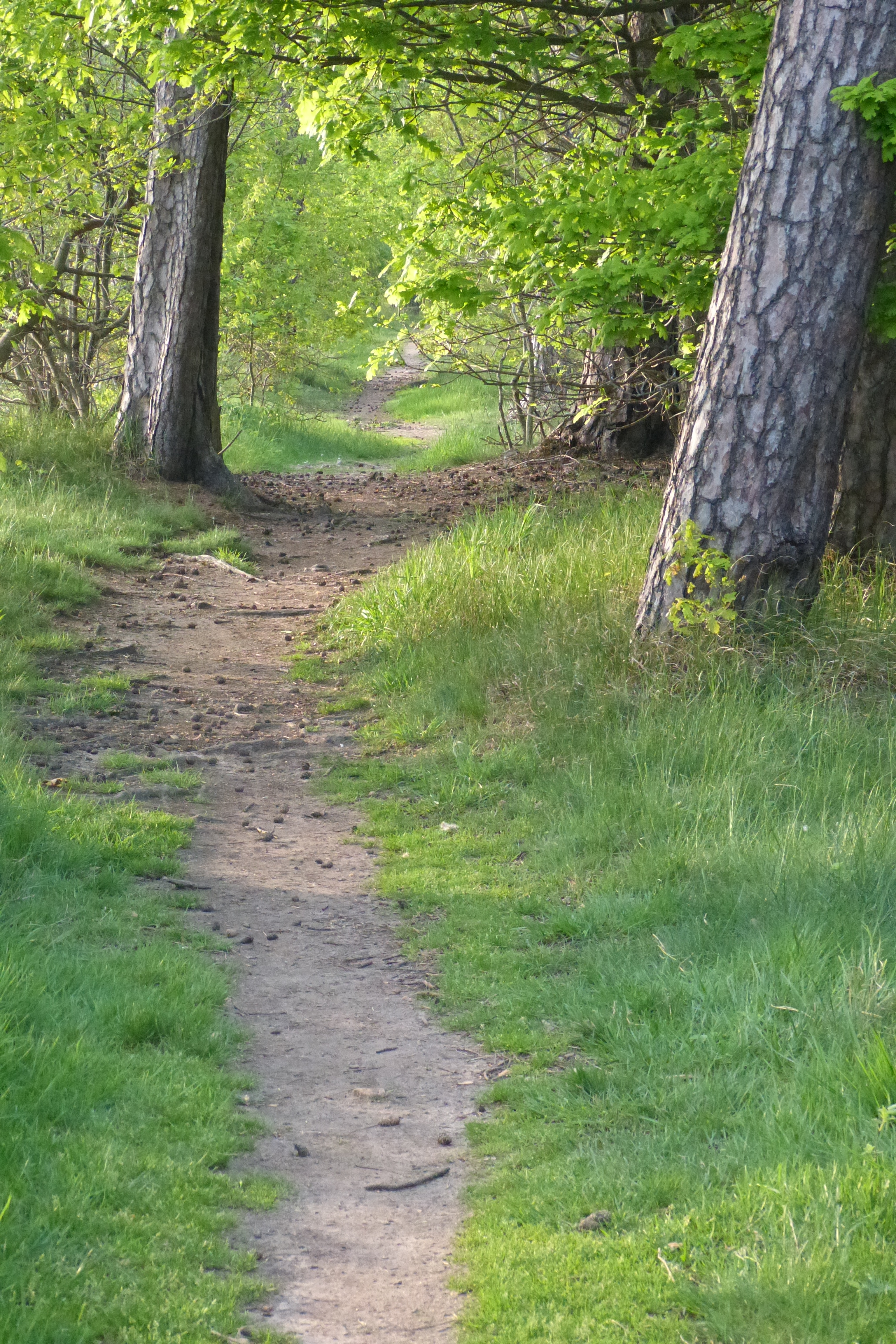
Wanderweg im Rhedaer Forst

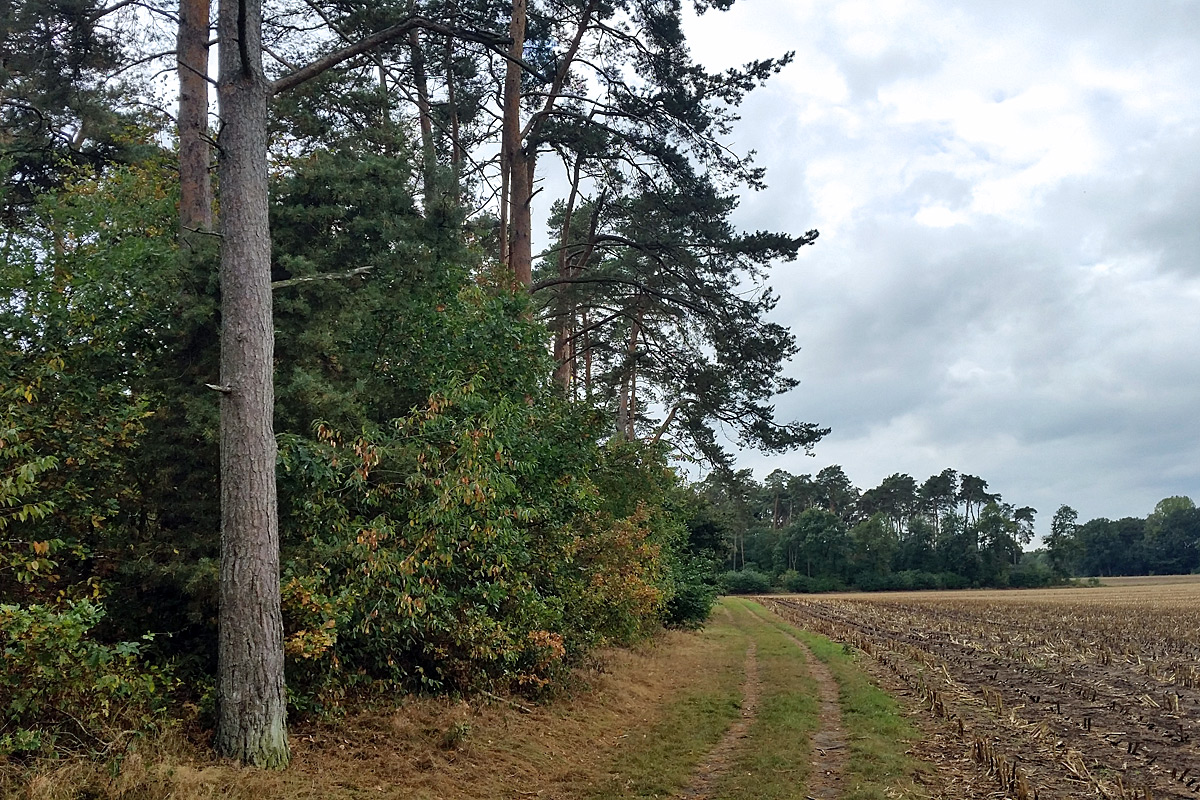
Mosaiklandschaft: Wechsel von Wald und Offenland

Der Rhedaer Forst ist ein über 1.000 ha großes Waldgebiet im ostwestfälischen Kreis Gütersloh. Er liegt zwischen den Städten Rheda-Wiedenbrück und Gütersloh, überwiegend in der ehemaligen Bauerschaft Nordrheda-Ems des namensgebenden Stadtteils Rheda und zu einem kleinen Teil im südwestlichen Gütersloher Stadtteil Kattenstroth. Künstliche Grenzen im Südwesten und Südosten bilden die Bundesstraße 64 und die Bundesautobahn 2. 
Naturräumlich gehört der Rhedaer Forst zur Gütersloher Sandebene, die wiederum den Ostmünsterländer Sanden innerhalb der Emssandebene in der Westfälischen Bucht zugeordnet wird.
Der Rhedaer Forst ist eine vergleichsweise wenig zersiedelte Mosaiklandschaft, d. h. das Gebiet ist durch den Wechsel von Wald und Offenland geprägt, genauer den Wechsel von altholzreichem (überwiegend Nadel-)Baumbestand und landwirtschaftlich, meist zum Ackerbau genutzten Flächen. Neben dem vorherrschenden Kiefern-Mischwald finden sich Laubwaldflächen (vor allem Eichen, Buchen), in der Emsaue auch stellenweise Erlenbruchwald. Mit Buxels See und dem Bänischsee gibt es zwei Baggerseen.
Durch das relativ flache Gelände zwischen Ems und Wapel bzw. Ölbach verlaufen zahlreiche Forstwirtschaftswege, was es zu einem beliebten Ziel z. B. für Spaziergänger, Jogger und Fahrradfahrer macht. Durch das Gebiet führen ausgewiesene Radwege wie der Emsradweg und die BahnRadRoute Hellweg-Weser sowie Wander- und Nordic-Walking-Routen. Einzelne Strecken sind auch für Skater geeignet.  
Mitten im Rhedaer Forst liegt der denkmalgeschützte Kalthof. Das Gehöft mit dem 1708 erbauten Haupthaus ist im Besitz der fürstlichen Familie zu Bentheim-Tecklenburg. Am westlichen Rand liegt das Wapelbad, ein Licht- und Luftbad. Im südöstlichen Bereich findet sich das 1189 erstmals erwähnte Gut Schledebrück mit seiner historischen Mühle.

## Geologie
Im Rhedaer Forst herrschen saure, nährstoffarme Podsol-Regosol-Böden vor, die aus Ablagerungen während des Quartärs einerseits aus glazialem Schmelzwasser und andererseits durch Fluss-Sedimente hervorgegangen sind und dann von Flugsanden überdeckt wurden.

## Wassergewinnung
1959 begannen die Stadtwerke Gütersloh mit dem Bau eines Wasserwerkes, das langfristig den Bedarf der wachsenden Stadt Gütersloh befriedigen sollte. Das 1960 fertiggestellte Wasserwerk nahm 1964 den regulären Betrieb auf. Dort wird das Grundwasser aufbereitet, das im Rhedaer Forst aus 29 Vertikalbrunnen gefördert wird. In der „Wasserschutzgebietsverordnung Rhedaer Forst“ vom 9. Januar 1975 setzte die Bezirksregierung Detmold ein Wasserschutzgebiet für das Einzugsgebiet der Wassergewinnungsanlage fest.  Bis 1993 wurde das Grundwasser über Versickerungsteiche mit Wasser aus der Wapel angereichert.